# La Cooperativa Unidad Nacional Mujeres Saharauis
La Cooperativa Unidad Nacional Mujeres Saharauis, englisch: National Union of Sahrawi Women, kurz (NUSW) ist eine 1974 gegründete Organisation von Frauen für Frauen und gehört zur Frente Polisario. Sie hat nach eigenen Angaben ungefähr 10.000 Mitglieder, vor allem in den sahraurischen Flüchtlingslagern der Westsahara, den Sahrawi refugee camps und der Freien Zone. Die Organisation wird von 57 Frauen repräsentiert. Die Wahlen finden im Abstand von fünf Jahren statt.

## Situation
Aufgrund des Westsaharakonflikts bestehen seit fast 40 Jahren in der Sahara in der Nähe von Tindouf (Algerien) große Flüchtlingslager. Marokko fordert die Angliederung der Westsahara und die Frente Polisario die Anerkennung der Demokratischen Arabischen Republik Sahara. Die Durchführung eines Referendums ist mehrfach gescheitert. Der Waffenstillstand in dem Gebiet wird von der MINURSO überwacht.

## Ziele
La Cooperativa Unidad Nacional Mujeres Saharauis vertritt die Frauenrechte und verlangt die Unabhängigkeit des Gebietes.

## Mitgliedschaft
- 1977: Internationale Demokratische Frauenföderation
- 1977: General Federation of Arab Woman
- 1980: Pan-African Women’s Organization (PAWO)

## Ausstellung
- 2012: The Art of Sahrawi Cooking in Zusammenarbeit mit Robin Kahn, dOCUMENTA (13), Kassel